# Jidhafs
Jidhafs (en árabe: جدحفص‎) es una localidad de Baréin, en la gobernación del Norte.

## Demografía
Según estimación 2010 contaba con 35163 habitantes.